# Justin Topa
Justin Robert Topa (Binghamton, Nueva York, 7 de marzo de 1991), más conocido como Justin Topa, es un jugador profesional estadounidense de béisbol que se desempeña en la posición de lanzador en Minnesota Twins, equipo de las Grandes Ligas de Béisbol (MLB).

## Carrera
Topa hizo su debut en la MLB con el equipo Milwaukee Brewers, en el cual jugó tres temporadas (2020-2022), después pasó a Seattle Mariners (2023), posteriormente a Minnesota Twins, donde lleva jugando una temporada.